# Santovenia de Pisuerga
Santovenia de Pisuerga – gmina w Hiszpanii, w prowincji Valladolid, w Kastylii i León, o powierzchni 13,82 km². W 2011 roku gmina liczyła 4005 mieszkańców.